# Vagabondvalsen
Vagabondvalsen (finska: Kulkurin valssi) är en finsk romantisk musikalfilm från 1941 i regi av Toivo Särkkä. I huvudrollerna ses Tauno Palo, Ansa Ikonen och Regina Linnanheimo. Filmen är en av de mest framgångsrika i den finska filmhistorien och har med tiden blivit en av dess klassiker.

## Rollista i urval
- Ansa Ikonen – Helena
- Tauno Palo – baron Arnold/"Vladimir Karpanov"/"sjöman John Smith"/"advokat Arnold"
- Regina Linnanheimo – Rosinka
- Elsa Rantalainen – Arnolds mor
- Jalmari Rinne – Mirko
- Uno Wikström – prins Avertsev, officer
- Jorma Nortimo – Eric, Helenas brudgum
- Toppo Elonperä – cirkusdirektör Julius Meyer
- Vilho Auvinen – Fedja
- Oscar Tengström – Kreivi, Helenas far
- Ida Appelberg – Kreivitär, Helenas mor
- Kaarlo Kytö – Arnolds finska vän
- Verna Piponius – guvernant
- Laila Jokimo – Cleo, akrobat
- Lida Salin – Athalia
- Laila Rihte – Stiina, hembiträde
- Pentti Saares – mustalaisprimas
- Jalmari Parikka – Pelle Rudi, clown
- Anni Hämäläinen – Nanna, piga
- Uuno Montonen – hovmästare
- Anton Soini – servitör